# ポテンツァ
ポテンツァ (イタリア語: Potenza ( 音声ファイル)) は、イタリア共和国南部にある都市で、その周辺地域を含む人口約6万7000人の基礎自治体（コムーネ）。バジリカータ州の州都、ポテンツァ県の県都である。

## 名称
標準イタリア語以外では以下の名称を持つ。
- ポテンツァ方言:Putenz

## 地理

### 位置・広がり・地勢
ポテンツァ県中部、アペニン山脈中のバセンタ川谷を見下ろす位置にあり、県都・州都としてイタリアで最も標高が高い場所にある。バーリから西南西へ104km、ターラントから西北西へ121km、ナポリから東へ約132km、首都ローマから東南東へ約313kmの距離にある。

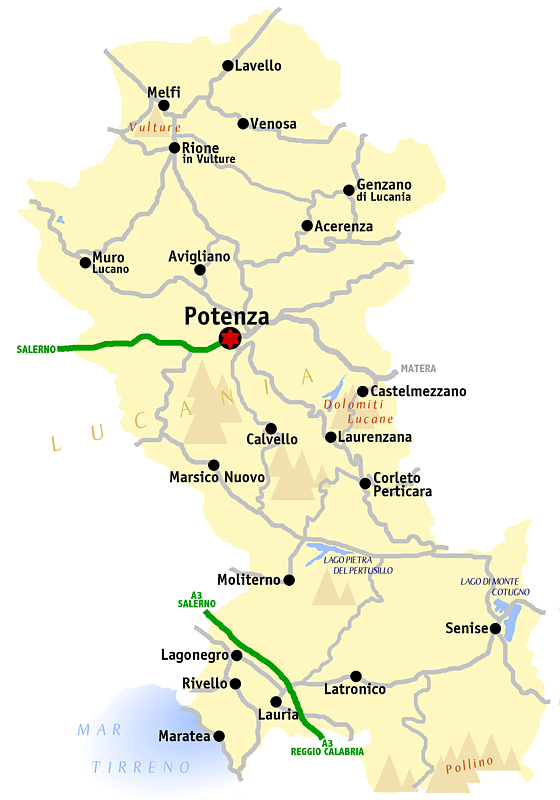
ポテンツァ県概略図

#### 隣接コムーネ
隣接するコムーネは以下の通り。
- アンツィ
- アヴィリアーノ
- ブリンディジ・モンターニャ
- ピチェルノ
- ピエトラガッラ
- ピニョーラ
- ルオーティ
- ティート
- ヴァーリオ・バジリカータ

## 歴史

### 古代
ポテンティア（Potentia）と呼ばれた最初の定住地は、おそらく現在のポテンツァの10kmほど南で、標高の低い場所にあった。
ポテンティアのルカニは、古代ローマがサムニウム人やブルッティ人との戦争の間、ローマの敵側についた。紀元前4世紀にローマに従属させられ、後にムニキピウムとなった。ポテンティア住民は、紀元前216年のカンナエの戦いでローマが負けると反乱を起こした。しかし、メタウルスの戦いでイタリア本土におけるカルタゴの野望に望みがなくなると、ポテンティアはローマに再征服され、軍事植民地の地位へ降格した。

### 中世
6世紀、市はロンゴバルド族のベネヴェント公国に含まれていた。南イタリアがノルマン人に征服される前、この地方にはサラセン人が到達していた。12世紀、ポテンツァに司教座が置かれた。1137年、ノルマン人王国征服を試みて失敗したローマ教皇インノケンティウス2世と神聖ローマ皇帝ロタール3世がポテンツァに集まった。1148年か1149年にポテンツァで、シチリア王ルッジェーロ2世が、ノルマン艦隊をサラセン人から解放したフランス王ルイ7世をもてなした。皇帝フリードリヒ2世による略奪の後、市はホーエンシュタウフェン家へ忠誠を保った。その結果、フランスのアンジュー家がシチリア王国を征服した時に、アンジュー公シャルル1世によって市はほぼ全体的に破壊された。1273年12月18日に発生した地震で、さらに市は荒廃した。

### 近代から現代
その後の年月、市は多様な封建領主の支配を受けて静かに存在した。スペイン支配に対する暴動の発生地となった。1694年に発生した地震で完璧なまでに市は破壊された。
1799年にパルテノペア共和国がつくられ、ポテンツァは王に対する暴動を起こした最初の都市の一つとなった。同時代にはブルボン王家の抑圧を受けた後、市は1806年にフランスに占領され、バジリカータの首都とされた。王となったジョアシャン・ミュラは、ポテンツァの住環境と行政を改善し、一部の都市改善は1846年の両シチリア王フェルディナンド2世の訪問のため導入された。1848年、暴動が発生し、再度ブルボン王家に制圧された。1857年、三度目となる地震の発生で市はまたも荒廃した。ポテンツァは1860年に再びブルボン王家支配に反旗を翻し、その後ジュゼッペ・ガリバルディ率いる義勇軍が入城し、イタリア王国へ併合された。
第二次世界大戦中の1943年9月、ポテンツァは連合国側の過酷な空爆を受けた。1980年、ポテンツァを強い地震が襲った。

## みどころ
- ドゥオーモ　-　正式名サン・ジェラルド大聖堂。18世紀に修繕された。今も、12世紀に建てられた当時のままのバラ窓とアプスを持つ。
- サン・フランチェスコ教会　-　1274年に建設。入り口と鐘楼は15世紀からある。13世紀につくられたビザンチン様式の聖母と、デ・グラシス聖墓を所蔵。
- グエヴァラ塔　-　かつてあった教会の名残。現在舞台芸術展示場として利用される。
- ロッフレード邸　-　17世紀の貴族の邸宅。現在国立考古学博物館が入っている。
- 旧城壁の3つの門　-　現在荒れ果てたままとなっているサン・ジョヴァンニ門、サン・ルカ門、サン・ジェラルド門。
- サン・ミケーレ教会　-　ロマネスク様式（11世紀から12世紀）。
- サンタ・マリア・デル・セポルクロ教会
- ポッジョ・トレ・ガッリ地区のローマ時代ヴィラ遺跡

## 気候

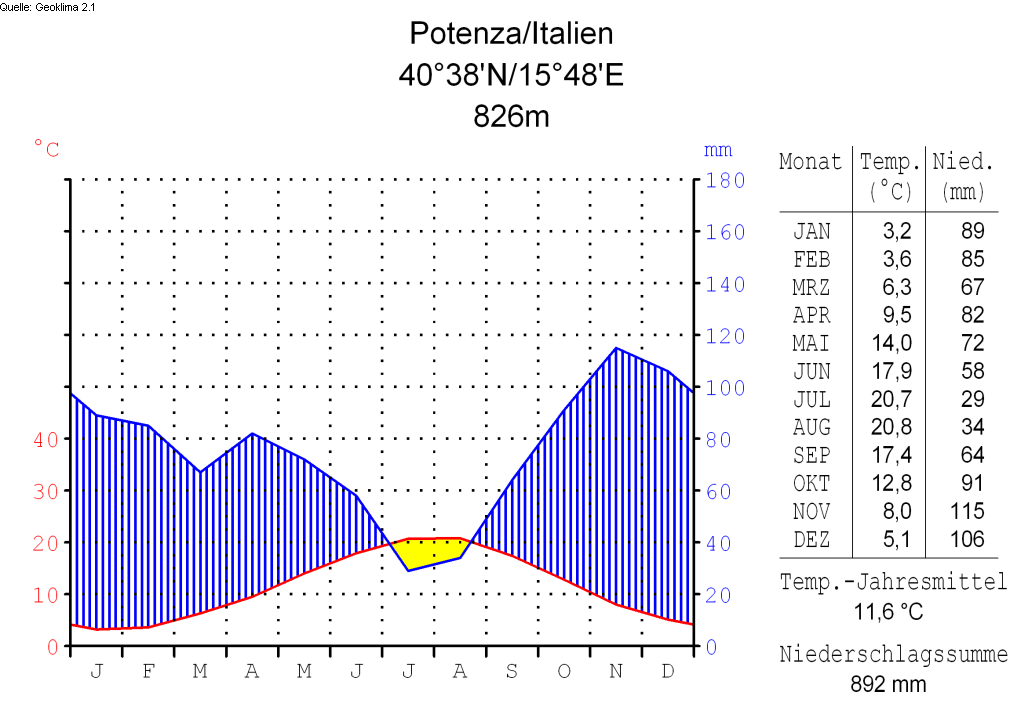
ポテンツァの気候表

## 教育
- バジリカータ州立大学

その他、サクロ・クオーレ・カトリック大学、パルテノーペ・ナポリ大学のキャンパスがある。

## 交通
約90km離れたサレルノ・コスタ・ダマルフィ空港が最寄りの空港となる。ポテンツァ中央駅にはFSが乗り入れており、サレルノ＝ターラント間の重要なハブ駅となっている。

## スポーツ
- ポテンツァ・カルチョ　-　プロサッカークラブ

過去12回、ジロ・デ・イタリアの会場の一つとなっている。

## 姉妹都市
- デンバー、アメリカ合衆国
- フォクシャニ、ルーマニア
- オスナ、スペイン
- アマトリーチェ、イタリア